# Aérodrome de Silver Creek (Kanatik)
L'aérodrome de Silver Creek (code IATA : SVK) est un petit aéroport situé dans le district de Stann Creek, Belize.

## Situation
| Belize City (International) Belize City (National) Belmopan‎ Big Creek Caye Caulker Caye Chapel Corozal Dangriga Independence/Savannah Orange Walk‎ Town Placencia‎ Punta Gorda San Ignacio‎ San Pedro‎ Sarteneja Silver Creek |